# بي فور يو أفلام
بي فور يو أفلام (بالإنجليزية: B4U Aflam) هي قناة تلفزيونية عربية للأفلام الهندية مترجم إلى العربية والمسلسلات التركية مدبلج إلى العربية وتبث في الشرق الأوسط.

## نبذة عن القناة
قامت شبكة بي فور يو بإضافة أحدث قنواتها وهي قناة بي فور يو أفلام، قناة تم إعدادها بشكل مميز يناسب الذوق العربي من أفلام وبرامج معربة وأصلية، وتعرض القناة أحدث الأفلام البولوودية مترجمة باللغة العربية والموسيقى وبرامج ومسلسلات وأطفال وأخبار بوليوود بما يتناسب مع عادات وتقاليد العالم العربي.

## بداية البث
بدأ بث قناة بي فور يو أفلام في شهر أبريل سنة 2013 بمجموعة من أحدث أفلام بوليوود مترجمة باللغة العربية و موسيقى وبرامج أطفال و مسلسلات وبرامج.

## نهاية البث
أوقف بث قناة بي فور يو أفلام في 2023.

## تاريخ القناة
مجموعة قنوات بي فور يو من الشبكات التليفزيونية الرائدة تأسست في العام 1999 وبدأت بثها في المملكة المتحدة بقناة بي فور يو ميوزيك تبعها قناة بي فور يو موفيز في نفس العام، الإستقبال الغير مسبوق من الجمهور دفع المجموعة إلي زيادة التغطية الفضائية للمحطات لتشمل الولايات المتحدة الأمريكية و‌الإمارات العربية المتحدة قبل أن تمتد تلك التغطية إلى الهند، في مايو سنة 2000، وفي فترة عامين من الإفتتاح استطاعت شبكة قنوات بي فور يو أن تغطي من خلال بثها العالم وذلك بتواجدها على 8 أقمار صناعية مختلفة، تغطي حوالي 100 دولة مثل أمريكا الشمالية والمملكة المتحدة والشرق الأوسط وأوروبا وإفريقيا والموريشيوس والهند وكندا، وتتميز باقة قنوات بي فور يو بالمحتوي البرامجي الغير محدود والمميز والإطلالة المتجددة مما يضعها في طليعة القنوات المفضلة لعشاق الموسيقى والأفلام بشكل عام.